# سكان جزر كوك
سكان جزر كوك هم سكان جزر كوك، التي تتكون من 15 جزيرة وجزيرة مرجانية في بولينيزيا في المحيط الهادئ. ماورييون جزر كوك هم الشعب البولينيزي الأصلي لجزر كوك، على الرغم من أن عدد ماورييون جزر كوك المقيمين حاليًا في نيوزيلندا أكثر من الموجودين في جزر كوك. يحمل الماورييون في جزر كوك، الذين تعود أصولهم إلى المستوطنين التاهيتيين الذين جاءوا في القرن السادس، روابط ثقافية مع الماورييون النيوزلنديين والماوهييون التاهيتيون، على الرغم من أنهم لديهم بعض الثقافة الفريدة وقد طوروا لغتهم الخاصة، والتي يتم الاعتراف بها حاليًا واحدة من اللغتين الرسميتين في جزر كوك، وفقًا لقانون تي ريو ماوري لعام 2003.